# リヒャルト・ハイドリヒ
リヒャルト・ハイドリヒ（Richard Heidrich, 1896年7月28日 - 1947年12月22日）は、ドイツの陸軍軍人、空軍軍人。ドイツ国防軍空軍降下猟兵大将。

## 軍歴
リヒャルト・ハイドリヒは第1次世界大戦中は志願兵として戦い、士官となり一級鉄十字章を授かった。戦後、彼はワイマール共和国時代も陸軍に在籍し歩兵畑を歩んだ。
1938年、歩兵科の中でパラシュート部隊を編成し、少佐としてこれを指揮した。彼と部隊は1939年1月1日をもって空軍に編入された。未だ編成初期段階の降下猟兵部隊は第1降下猟兵連隊が2個大隊で編成されていた。ハイドリヒは第7航空師団へ異動になったが直ぐに空軍を離れ、第514歩兵連隊を指揮してフランス戦線で戦った。
1940年6月にクルト・シュトゥデント将軍は何とかハイドリヒを空軍に復帰させることができ、ハイドリヒは後に彼自身が指揮してクレタ島の戦いで戦功を上げる第3降下猟兵連隊を編成した。
1942年11月、東部戦線に配置された第1降下猟兵師団を指揮した。
連合国軍のイタリア本土上陸の後に第1降下猟兵師団は最も激しい戦い、特にモンテ・カッシーノの戦いに遭遇した。ハイドリヒ指揮下の師団の主要部隊はアンツィオの戦いにも参加した。第I降下猟兵軍団指揮の将軍としてハイドリヒはイタリア全土からの軍団の撤退を監督した。
ハイドリヒは1945年5月2日にアメリカ軍の捕虜となった後に英軍に引き渡された。1947年12月23日にハンブルク・ベルゲンドルフ（Bergedorf）の病院で死去した。

## 受勲
- 黒戦傷章（1914年）
- 鉄十字章
  - 二級鉄十字章（1914年版）
  - 一級鉄十字章（1914年版）
  - 二級鉄十字章略章（1941年5月25日）
  - 一級鉄十字章略章（1941年5月25日）
- 金ドイツ十字章（1942年4月13日）
- 柏葉・剣付騎士鉄十字章
  - 騎士鉄十字章（1941年6月14日）
  - 柏葉 第382号（1944年2月5日）
  - 剣 第55号（1944年3月25日）
- 国防軍軍報（Wehrmachtbericht）に採り上げられること4回（1941年6月9日 、1943年12月24日、1944年3月25日、1944年6月29日）